# Lonnie Johnson (inventeur)
Pour les articles homonymes, voir Lonnie Johnson et Johnson.
Lonnie George Johnson (né le 6 octobre 1949) est un inventeur, ingénieur aérospatial et entrepreneur américain, dont les antécédents professionnels incluent une période de service à l'US Air Force et un poste de douze ans à la NASA, notamment au Jet Propulsion Laboratory. Il a inventé le pistolet à eau Super Soaker en 1990, qui a depuis été l'un des jouets les plus vendus au monde.

## Biographie
Johnson naît à Mobile, en Alabama. Son père est un vétéran de la Seconde Guerre mondiale et sa mère travaille comme aide-soignante. Il déclare qu'il « aimait bricoler avec les choses » (« liked to tinker with things ») depuis son plus jeune âge lorsque son père lui a expliqué les principes de base de l'électricité.
À l'adolescence, Johnson fréquente le lycée Williamson High School à Mobile. Il tire une grande partie de son inspiration de l'inventeur américain George Washington Carver. En 1968, Johnson représente son lycée à la foire scientifique de l'Alabama. Il est le seul étudiant noir à la foire à une époque où les Afro-Américains ne sont pas très présents dans la science. Il a créé un robot qu'il appelle « Linex », qui fonctionne à l'air comprimé et remporte le premier prix.
Après avoir obtenu son diplôme d'études secondaires, Johnson fréquente l'université Tuskegee, obtenant un BSc en génie mécanique et une maîtrise en génie nucléaire,. Il travaille ensuite pour l'US Air Force, puis rejoint le Jet Propulsion Laboratory de la NASA en 1979.

## Carrière
Pendant son séjour à la NASA, de 1979 à 1991, Johnson travaille sur différents projets, y compris le laboratoire des missions de l'Air Force, le développement de la source d'énergie nucléaire pour la mission Galileo vers Jupiter, plusieurs projets liés aux armes, ainsi qu'en tant qu'un ingénieur sur la plate-forme spatiale Mariner Mark II pour les missions Comet Rendezvous Asteroid Flyby et Cassini-Huygens (Saturn Orbiter Titan Probe). Johnson travaille également sur le programme de bombardiers furtifs.
En 1991, Johnson fonde sa propre entreprise, Johnson Research and Development Co., Inc., dont il est également le président.
Plus récemment, il s'associe à des scientifiques de l'université Tulane et de l'université Tuskegee pour développer une méthode de transformation de la chaleur en électricité dans le but de rendre l'énergie verte plus abordable.
Johnson compte actuellement deux sociétés de développement technologique : Excellatron Solid State, LLC et Johnson Electro-Mechanical Systems (JEMS). Elles opèrent toutes les deux actuellement dans le quartier Sweet Auburn d'Atlanta.
Excellatron Solid State, LLC est une société de technologie qui se concentre sur le développement et la production de batteries à semi-conducteurs, en particulier les batteries à couches minces. Sa mission est de « […] développer une technologie révolutionnaire de stockage d'énergie ainsi que la technologie de fabrication requise pour sa commercialisation rentable ». Les batteries de l'entreprise offrent une sécurité, une capacité à haute température, une longue durée de vie, des profils flexibles minces, une barrière de passivation, une solution d'emballage exclusives et une capacité à haut débit. La société cible majoritairement les applications militaires et les dispositifs médicaux implantables.
JEMS développe le système de conversion thermo-électrochimique Johnson (JTEC), répertorié par Popular Mechanics comme l'une des 10 meilleures inventions de 2009. Ce système a des applications potentielles dans les centrales solaires et la production d'énergie thermique des océans. Il convertit l'énergie thermique en énergie électrique à l'aide d'un processus sans vapeur qui fonctionne en poussant les ions hydrogène à travers deux membranes, avec des avantages revendiqués par rapport aux systèmes alternatifs. Les sociétés exploitent un laboratoire de recherche dans le quartier Sweet Auburn d'Atlanta.
Johnson fait "partie d'un petit groupe d'inventeurs afro-américains dont le travail représente 6 % de toutes les demandes de brevet américain".

## Super Soaker
Johnson conçoit le jouet Super Soaker en travaillant avec l'US Air Force. Initialement appelé le Power Drencher quand il est apparu dans les magasins de jouets en 1990, il est renommé après quelques ajustements et remarketing. Vendu entre 10 $ et 60 $ selon le modèle, les ventes de Super Soaker décollent, générant 200 millions de dollars de ventes en 1991. Peu de temps après avoir conclu l'accord pour le Super Soaker avec Larami Corporation, Larami devient une filiale de Hasbro en février 1995.
Johnson peaufine la conception du pistolet à eau, remplaçant l'eau du Super Soaker par un "projectile de jouet [Nerf]". En 1996, Johnson a reçu le brevet US5553598 A pour « Pneumatic launcher for a toy projectile and the like ».
En février 2013, Johnson dépose une plainte contre Hasbro après avoir découvert qu'il percevait des redevances sous-payées pour le Super Soaker et plusieurs gammes de jouets Nerf. En novembre 2013, Johnson reçoit près de 73 millions de dollars de redevances de Hasbro en arbitrage. Selon Hasbro, les ventes Super Soaker approchent les 1 milliard de dollars.

## Distinctions
En 2008, Johnson reçoit le prix Breakthrough du magazine scientifique Popular Mechanics pour son travail lié au JTEC et est intronisé au State of Alabama Engineering Hall of Fame en 2011,.

## Vie privée
Johnson vit avec sa femme et leurs quatre enfants en Géorgie, aux États-Unis.